# Disc Description Protocol
Disc Description Protocol (DDP) は、光学ディスク(CDやDVDを含む)の内容を指定するための形式である。 
一般的に、DDPは複製のためにディスクプリマスターを引き渡すために使われる。DDPはプロプライエタリ形式であり、DCAの所有である。ファイル形式仕様は無料入手可能ではない。
DDPには以下の4つのパートを含まなければならない:
1. 音楽イメージ (.DATファイル)
2. DDP識別子 (DDPID)
3. DDPストリーム記述子 (DDPMS)
4. サブコード記述子 (PQDESCR)

また、オプションとしてテキストファイルを含めることもできる。これはトラックタイトルとタイミングを含むだろう。